# Seznam indijskih filmskih režiserjev
Seznam indijskih filmskih režiserjev.

## A
- Adoor Gopalakrishnan
- Aditya Chopra
- Khwaja Ahmad Abbas

## B
- Ritesh Batra
- Shyam Benegal
- Bimal Roy
- Boney Kapoor
- Debaki Kumar Bose

## D
- David Dhawan
- Dev Anand

## F
- Farah Khan
- Farhan Akhtar

## G
- Rohena Gera
- Gulzar
- Gurinder Chadha
- Guru Dutt
- Subhash Ghai

## H
- Hrishikesh Mukherjee

## I
- Ismail Merchant

## J
- Jag Mundhra

## K
- Kabir Bedi
- Kaizad Gustad
- Payal Kapadia
- Shekhar Kapoor
- K. C. Bokadia
- Kamal Amrohi
- Karan Johar
- Satish Kaushik

## M
- Mani Ratnam
- Manoj Night Shyamalan
- Mira Nair
- Mrinal Sen
- Subodh Mukherjee
- Ravi Shankar Muppa

## N
- Nazir Hussain

## O
- Okeef Attari
- Onir

## P
- Sai Paranjpe

## R
- Raj Kapoor
- Satyajit Ray
- Ram Gopal Varma
- Ritwik Ghatak

## S
- Rajkumar Santoshi
- Shakti Samanta

## V
- Vidhu Vinod Chopra
- Vijay Anand
- Vishal Bharadwaj

## Y
- Yash Chopra